# Motore in linea a sei cilindri

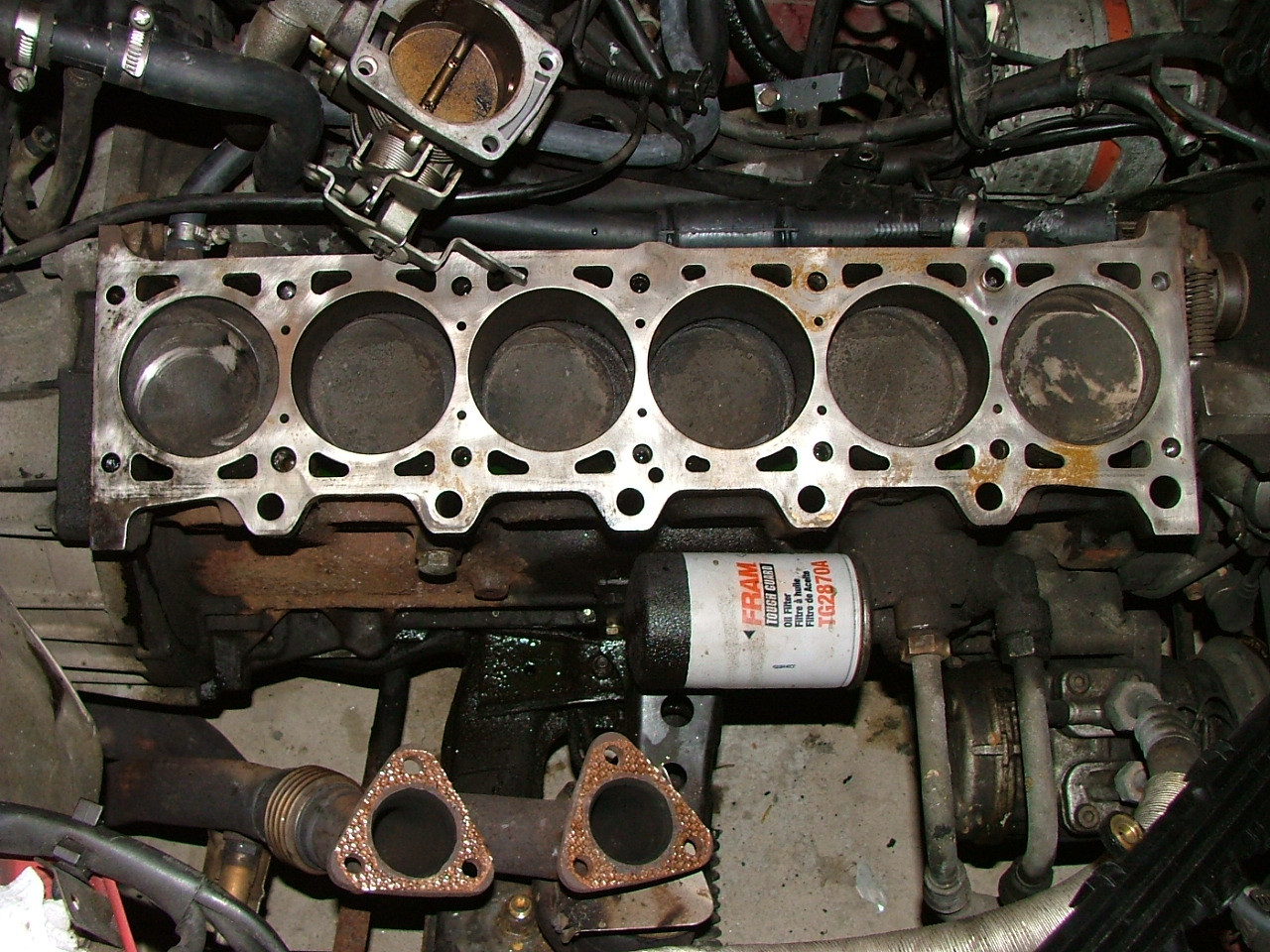
Un motore BMW M20B25 con la testata cilindri rimossa, in mostra i pistoni nei sei cilindri del motore

Motore in linea a sei cilindri con ordine di attivazione 1-5-3-6-2-4

Il motore sei cilindri in linea è un motore in cui sei cilindri sono disposti su una singola linea.

## Descrizione e caratteristiche
Dopo il 4 cilindri in linea e il V6, è da sempre uno tra i motori più utilizzati, offre alte prestazioni, grazie alla possibilità di ottenere una maggiore potenza rispetto ad altre configurazioni, limitando però i consumi.
Il peso del motore viene inoltre distribuito in maniera più efficace su tutto il veicolo al prezzo però di una maggiore lunghezza del vano motore.
I motori a sei cilindri in linea per la loro configurazione risultano essere fra i propulsori più bilanciati ed elastici. Tale fluidità è dovuta al fatto che avviene uno scoppio ogni 120 gradi angolari (nel 4 cilindri in linea ogni 180°, mentre nel sei cilindri a V lo sfasamento fra gli scoppi, che si susseguono al ritmo di uno ogni rotazione angolare, è pari a 120°, con anticipo o ritardo dell'angolo compreso nella V della struttura a gruppi di 3 cilindri, a seconda se tali scoppi avvengano in una bancata o l'altra, caratteristica questa che penalizza la "rotondità di marcia").
Oltretutto tale peculiarità riduce drasticamente le vibrazioni e aumenta l'elasticità di marcia rendendo molto piacevole la guida, caratteristica importante per certe categorie di veicoli. Nello stesso tempo tale geometria permette di incrementare le potenze specifiche e, quindi le prestazioni, molto più di quanto possa fare un motore a sei cilindri con una differente configurazione, per esempio un 6 cilindri a V, senza compromettere l'affidabilità. Tanto per fare un esempio, il motore sei cilindri in linea è perfettamente bilanciato per quanto riguarda le forze alterne e i momenti ai quali è sottoposto il telaio e non necessita di masse equilibranti o smorzatori che assorbono energia.
Inoltre il motore sei cilindri in linea ha una sola testata e i componenti su di essa montati sono quindi la metà di quelli montanti su altre configurazioni, come il 6 cilindri a V o il Boxer, nei quali le testate e tutti i componenti sono raddoppiati con conseguente maggiore complessità della messa a punto e della manutenzione.
Questi motivi, oltre agli altri vantaggi intrinseci alla tecnica stessa di questa tipologia di motore, hanno fatto sì che, in Europa, sia stato sviluppato maggiormente da case come BMW e Mercedes che producono vetture di fascia alta. Anche la Lancia sviluppò il progetto fin dal 1924 ma non produsse esemplari sino al 1970. Questa soluzione è stata applicata anche per propulsione ad elica di aerei prima dell'avvento dei motori stellari.
La prima macchina con un sei cilindri in linea fu la Spyker 60HP del 1903, che era anche la prima macchina 4 x 4 permanente.